# Сирота Юрій Юрійович
Ю́рій Ю́рійович Сирота́ (1990-2022) — лейтенант Збройних сил України, учасник російсько-української війни.

## Життєпис
1990 р.н, уродженець Черкаської області. Лейтенант, заступник командира з морально-психологічного забезпечення роти охорони батальйону охорони військової частини.
Загинув 26 лютого 2022 року внаслідок дружнього вогню на проспекті Перемоги в Києві.

## Нагороди
- орден «За мужність» III ступеня (2022, посмертно) — за особисту мужність і самовіддані дії, виявлені у захисті державного суверенітету та територіальної цілісності України, вірність військовій присязі.